# Servicios médicos de emergencia asistidos por drones
Los servicios médicos de emergencia asistidos por drones (DEMS, por sus siglas en inglés) son aquellos que implican el uso de drones altamente autónomos, operando más allá de la línea de visión (BVLOS) para entregar suministros médicos críticos, como desfibriladores externos automáticos (DEA) o equipos de diagnóstico remoto, directamente en situaciones de emergencia. Este enfoque innovador está ganando impulso a nivel mundial, ya que reduce significativamente los tiempos de respuesta, mejorando así los resultados en pacientes durante escenarios en los que el tiempo es crítico, como es el caso de los paros cardíacos.  
La evolución de la tecnología de drones en los servicios médicos de emergencia (EMS) ha sido impulsada por los avances en los sistemas aéreos no tripulados (UAS) y por el creciente reconocimiento de su capacidad para enfrentar desafíos logísticos, especialmente en zonas remotas o con servicios insuficientes. Las primeras pruebas, realizadas a principios de la década de 2010, sentaron las bases para la entrega de suministros médicos, mientras que los programas posteriores se han centrado en aplicaciones especializadas, como la entrega rápida de equipos médicos de emergencia y la transmisión de vídeo en directo para apoyar a los sanitarios antes de su llegada al lugar del incidente. A pesar de los beneficios prometedores de los EMS asistidos con drones, aún existen algunos desafíos, entre ellos la aceptación pública, los obstáculos regulatorios y la complejidad tecnológica de integrar estos sistemas en los marcos actuales de respuesta a emergencias. A medida que las organizaciones de salud buscan soluciones innovadoras para mejorar la atención médica de urgencia, superar estos retos resulta fundamental.

## Historia
El uso de drones en servicios médicos de emergencia ha evolucionado significativamente durante la última década, impulsado por los avances en la tecnología de drones y el creciente reconocimiento de su potencial en la atención médica. En sus inicios, los drones se utilizaban principalmente para operaciones militares y actividades recreativas. Sin embargo, su versatilidad ha dado lugar a una gama más amplia de aplicaciones, y entre ellas están los servicios médicos de emergencia.

### Primeros desarrollos
El uso de drones para la logística de la atención médica se remonta a los primeras pruebas en la década de 2010, que se centraron en la entrega de suministros médicos en áreas remotas, con el objetivo de abordar desafíos logísticos como el clima extremo, los desastres naturales y la infraestructura de transporte limitada. Estas primeras implementaciones demostraron el potencial de los drones para mejorar significativamente la eficiencia de la prestación de servicios médicos, en particular en emergencias donde el tiempo resulta crítico. 

### Expansión hacia la medicina de emergencia
A medida que la tecnología de los drones maduró, desde los servicios médicos se comenzaron a explorar aplicaciones más especializadas. A mediados de la década de 2010, se desarrollaron programas piloto para probar drones para la entrega de suministros médicos críticos, como desfibriladores externos automáticos (DEA), particularmente para casos de paro cardíaco fuera del hospital. Estos programas a menudo implicaban la colaboración entre proveedores de atención médica, desarrolladores de tecnología y agencias reguladoras para garantizar la seguridad y el cumplimiento operativo. 

### Desarrollos futuros
Hoy en día, los drones se están integrando cada vez más en los servicios médicos de emergencia, con aplicaciones que van desde la evaluación rápida de situaciones de emergencia hasta la entrega de suministros médicos como DEA y equipos de diagnóstico remoto. El potencial de la tecnología de drones continúa expandiéndose a medida que evolucionan los marcos regulatorios, y la investigación en curso promete más innovaciones en el campo. 

## Tecnología
La tecnología detrás de los servicios médicos de emergencia con drones (DEMS) aprovecha los avances en los sistemas aéreos no tripulados (UAS), lo que permite la entrega rápida y autónoma de suministros médicos a los lugares del incidente antes de que el personal sanitario llegue al lugar. Estos drones operan más allá de la línea de visión (BVLOS), lo que les permite responder más rápido, cubrir mayores distancias y, a menudo, están equipados con sistemas de navegación avanzados, sensores y capacidades de transmisión de datos en tiempo real. 

### Adaptaciones para entregas médicas
Los drones utilizados en DEMS suelen modificarse para cumplir requisitos específicos de la atención sanitaria. Los sistemas de entrega están diseñados para transportar una carga útil flexible que se adapta a las condiciones y necesidades de cada caso. Estas adaptaciones garantizan que se puedan entregar materiales médicos sensibles de forma segura y eficaz en caso de emergencia. 

### Desafíos operativos
A pesar de su eficacia, los drones enfrentan varios desafíos operativos. Factores como las condiciones climáticas, la duración de la batería y la capacidad de carga útil pueden limitar el rendimiento de los drones en aplicaciones médicas de emergencia. Sin embargo, los avances continuos en la tecnología de drones apuntan a superar estas limitaciones. Algunas de estas innovaciones incluyen baterías más eficientes, mejores sistemas de detección de obstáculos y redes de comunicación mejoradas que permiten un funcionamiento más fiable en condiciones adversas. 

### Transmisión de datos en tiempo real
Además de entregar suministros médicos físicos, los drones utilizados en DEMS suelen estar equipados con cámaras y sensores de alta definición, que ofrecen transmisiones de video en tiempo real y datos biométricos a los servicios de emergencia . Esto permite a los profesionales sanitarios evaluar la situación de forma remota y guiar las intervenciones en el lugar antes de que llegue el personal de respuesta física. 

## Aplicaciones

### Entregas de suministros médicos
Uno de los usos más comunes de los drones en el contexto de la asistencia médica es el transporte rápido de suministros médicos en situaciones de emergencia. Los drones sanitarios han sido adaptados para transportar elementos críticos como desfibriladores (DEA), productos farmacéuticos, equipos antihemorrágicos y equipos de diagnóstico remoto que pueden marcar una diferencia significativa en escenarios de respuesta a emergencias. 

### Respuesta a emergencias y socorro en caso de desastre
En situaciones médicas de emergencia, como paros cardíacos extrahospitalarios, los drones pueden resultar de extraordinaria utilidad, pudiendo entregar equipos DEA rápidamente en el lugar. Los estudios demuestran que los drones equipados con DEA pueden reducir notablemente los tiempos de respuesta en comparación con el transporte terrestre tradicional. Esta reducción de tiempo es crucial para mejorar los resultados de los pacientes, en particular en casos de paro cardíaco, donde la desfibrilación inmediata puede salvar vidas. 
Los drones también se han utilizado en situaciones de socorro en casos de desastre, donde pueden entregar rápidamente suministros médicos a zonas de difícil acceso después de desastres naturales o emergencias a gran escala. Estos drones pueden volar sobre carreteras bloqueadas y otros obstáculos, garantizando que la ayuda médica llegue a quienes la necesitan lo más rápido posible. 

### Monitoreo remoto de pacientes y telemedicina
Los drones también se están utilizando para apoyar la telemedicina y la monitorización remota de pacientes . Al transmitir videos en tiempo real y datos biométricos desde los dispositivos entregados, los profesionales sanitarios pueden evaluar las condiciones de los pacientes de forma remota y ofrecer consultas y diagnósticos en tiempo real. Esto es particularmente útil en áreas con recursos de atención sanitaria limitados, ya que permite intervenciones y apoyo sanitario más rápidamente. 

## Ensayos con drones DEA
Distintos estudios han comprobado la eficacia de los drones que suministran DEA en situaciones reales de paro cardíaco. Un estudio sueco realizado entre 2020 y 2023 informó que los drones llegaron antes que las ambulancias en el 57% de los casos, y los DEA fueron colocados por transeúntes en el 35% de estos casos. Estos drones lograron una tasa de éxito del 92% al lanzar los DEA a menos de 9 metros del objetivo. El estudio de caso real publicado en el New England Journal of Medicine mostró que un DEA lanzado por un dron se utilizó con éxito para desfibrilar a un paciente con paro cardíaco antes de que llegaran los servicios médicos de emergencia. 